# Бункер (книжкова серія)
Бункер (англ. Silo) — серія пост-апокаліптичних науково-фантастичних книг американського письменника Г'ю Гоуї. Серія розпочалася у 2011 році коротким оповіданням «Wool», яке згодом було опубліковано разом із чотирма повістями-продовженнями як однойменний роман. Окрім «Wool», серія складається з «Shift», «Dust», трьох коротких оповідань та «Wool: The Graphic Novel».

## Історія створення
Гоуї розпочав роботу над серією у 2011 році, спочатку він написав «Wool» як окрему новелу. Він опублікував свою роботу через платформу Kindle Direct Publishing компанії Amazon, обравши цей спосіб публікації через переваги самостійного видання. Після того, як серія стала популярною, він почав створювати для неї більше творів. Гоуї почав шукати можливості опублікувати свої твори в інших країнах в 2012 році і з тих пір підписав угоду про право на екранізацію в Бразилії. Права на зйомки серіалу були продані студії 20th Century Fox; студія Lionsgate Films також висловлювала зацікавленість.
Гоуї підписав угоду з Simon & Schuster лише про друковані видання на суму близько 500 тис. доларів США щодо розповсюдження «Wool» серед книжкових магазинів у США та Канаді.[коли?] Гоуї зберігає за собою повні права самостійно розповсюджувати «Wool» онлайн.

## Книги
1. Wool (30 липня 2011)
2. Wool: Proper Gauge (30 листопада 2011)
3. Wool: Casting Off (11 грудня 2011)
4. Wool: The Unraveling (26 грудня 2011)
5. Wool: The Stranded (25 січня 2012)
6. First Shift — Legacy (14 квітня 2012)
7. Second Shift — Order (12 листопада 2012)
8. Third Shift — Pact (24 січня 2013)
9. Dust (17 серпня 2013)

- Майбутня книга (назва невідома)[6][7]

- Оповідання (опубліковані в трилогії «Триптих Апокаліпсис[en]» та антології «Машинне навчання» авторства Гоуї[8])
  - «У повітрі» (включено в «The End is Nigh»)
  - «У горах» (включено в «The End is Now»)
  - «У лісі» (включено в «The End Has Come»)

## Сюжет
Історія «Wool» розгортається на постапокаліптичній Землі. Людство прагне вижити в Бункері, самодостатньому підземному місті зі 144 поверхами. Жодних записів про час до створення Бункера не залишилося. Усім мешканцям Бункера кажуть, що зовнішній світ токсичний і смертоносний, а головним правилом Бункера є те, що кожний, хто висловлює бажання вийти назовні, буде змушений вийти назовні, щоб почистити зовнішні датчики вовняною тканиною. Всі, хто вийшов назовні, без виключень очищали датчики згідно з інструкціями, але кожен з них помирав протягом декількох хвилин після цього, підтверджуючи мешканцям Бункеру, що зовнішнє середовище непридатне для життя.

### Wool
«Wool» — це перша частина серії, яка складається з книг з 1 по 5: «Holston», «Proper Gauge», «Casting Off», «The Unraveling» і «The Stranded».
Голстон — шериф Бункера. Три роки тому дружина Голстона Еллісон почала підозрювати, що зовнішній світ придатний для життя і що ІТ-відділ, який керує зовнішніми датчиками, вводить решту Бункера в оману. Еллісон заявила що хоче вийти назовні за своїм бажанням але, вочевидь, загинула. Все ще сумуючи за втратою дружини, Голстон також робить заяву, що хоче вийти назовні. Йому дають захисний костюм і посилають назовні, але коли він виходить із бункера, він бачить здоровий, яскравий світ. Підбадьорений цим видовищем, він із задоволенням чистить зовнішні датчики бункера, а потім досліджує довкілля. Однак він змушений зняти шолом, коли у нього закінчується повітря, і в цей момент він виявляє, що світ насправді отруйний, а його дружина дійсно померла. Екран шолома маскував реальність комп'ютерним зображенням. Голстон помирає біля покинутого тіла своєї дружини.
Після смерті Голстона мер Янс і заступник Марнс вирушають у подорож до зони механіки, найнижчого рівня Бункера, щоб взяти інтерв'ю у Джулієт, їх головного кандидата на посаду шерифа. По дорозі вони відвідують IT-відділ. Бернард, голова відділу інформаційних технологій, вимагає назначити свого кандидата на посаду шерифа, але Янс не погоджується. Пізніше на Янс справляє враження Джулієт, яка швидко доводить, що вона відповідальна, уперта та незалежна. Джулієт погоджується стати шерифом за умови, що їй буде дозволено провести давно запізніле технічне обслуговування, яке потребує відключення основного генератора електроенергії (преключення на резервний генератор, який значно слабший), і Янс погоджується на план. Бернард розлючений відключенням електроенергії та призначенням Джулієт, і на зворотному шляху отруює флягу Янс та Марнса, що призводить до смерті Янс.
Бернард отримує підвищення до посади мера, і врешті-решт замінює Джулієт на шерифа, обраного ним самим, Пітера Біллінгса. Він також готує наступника, людину на ім'я Лукас, — навчає його секретам ІТ-відділу: ІТ-відділ і є справжньою владою в Бункері, а знання старого світу не були втрачені, вони були конфісковані та запечатані в прихованій кімнаті. Однак через порядність Пітера та прагнення до справедливості Бернарду важко його контролювати, а Лукас не зацікавлений у тому, щоб повністю виконувати плани Бернарда. Бернард нарешті знаходить привід приректи Джулієт вихід назовні, але одна з подруг Джулієт у зоні механіки, Волкер, таємно організовує, щоб захисний костюм для виходу Джулієт назовні був виготовлений із якісних матеріалів, на відміну від костюмів тих, хто виходив назовні в минулому. Коли Джулієт виходить з Бункера, їй вдається зрозуміти що екран шолома вводить її в оману. Джулієт відмовляється чистити датчик і стає першою, хто вийшла з його поля зору.
Джулієт знаходить вхід до іншого Бункера. Усередині вона зустрічає чоловіка середнього віку на ім'я Соло, який пояснює, що це Бункер 17 і він останній, хто залишився в живих після повстання, що трапилось десятиліття тому. Соло розповідає, що є ще десятки бункерів, і він показує Джулієт, як з ними зв'язатися, включаючи її власний Бункер 18. Джулієт вступає в контакт з Лукасом, і між ними налагоджуються стосунки. Він також розповідає їй про секрети ІТ-відділу і розповідає, що після того, як вона пішла, персонал зони механіки Бункера 18 підняв повстання проти Бернарда. Коли Бернард вирішує відправити Лукаса назовні, Пітер замість цього поміщає Бернарда в шлюз і вимагає від нього виправдати свої дії. Сперечаючись із Джулієт по радіо, Бернард зізнається, що його головною метою був захист Бункера 18. У бункерах часто траплялися повстання, але більшість з них було придушено; якщо повстання перемагало, керівництво системи бункерів в Бункері 1 знищувало мешканців повсталого бункера. Бернар лише хотів підтримувати порядок у Бункері 18 і не допустити спалаху повстання. Однак Пітер розсудив, що для досягнення цієї мети, Бернард скоїв злочини проти Бункера, і тому відправляє Бернарда назовні. Бернард помирає. Лукас бере на себе контроль над ІТ-відділом. Поки Джулієт одужує після повернення, вдячне населення обирає її наступним мером Бункера 18.

### Shift
«Shift» є другою частиною серії, яка складається з книг з 6 по 8: «Legacy», «Order» і «Pact». Дії цієї частини передують подіям, описаним в «Wool».
У 2049 році сенатор Пол Турман залучає новообраного конгресмена Дональда Кіна для проекту приміщення для стримування і утилізації (англ. Containment and Disposal Facility — CAD-FAC), начебто підземного сховища для світових ядерних відходів, яке буде побудовано в окрузі Фултон, штат Джорджія. Дональду, який має освіту в галузі архітектури, доручено спроектувати притулок, який може існувати ізольовано, бункер, який буде побудовано поблизу CAD-FAC для працівників закладу, щоб використовувати його під час надзвичайних ситуацій. У 2052 році будівництво CAD-FAC завершено, а на поверхні над ним відбудеться національний з'їзд демократичної партії. Дональд і Турман прибувають на церемонію відкриття, коли ядерний вибух руйнує Атланту, і їх разом з іншими учасниками проводять у приміщенні CAD-FAC. Турман розповідає, що CAD-FAC був прикриттям для операції World Order Fifty (WOOL), ініціативи, спрямованої на збереження людства у випадку, якщо вид опиниться під загрозою зникнення. Ядерні вибухи вразили поверхню Землі, і заселяти її протягом 500 років буде небезпечно.
Загалом укриття складається з 50 бункерів. Ними керує Бункер 1, де знаходяться співкерівники операції «П'ятдесят» Турман, Ерскін і Віктор, а також інший ключовий персонал, як-от Дональд. У той час як в 49 бункерах покоління змінюють покоління, мешканці Бункеру 1 перебувають у кріогенному стазисі і виходять із нього кожні кілька десятиліть, щоб працювати шестимісячними змінами, керуючи операцією «П'ятдесят» протягом століть. В інших бункерах кожну пару десятиліть трапляються внутрішні повстання різної інтенсивності. Великі повстання лікуються «перезавантаженням»: населення скорочується, жителям, що залишилися, дають ліки, що викликають амнезію, а комп'ютерні записи стираються. Якщо бунт повністю охоплює бункер, перемагаючи його ІТ-відділ або захоплюючи контроль над шлюзом, Бункер 1 знищує такий бункер, дистанційно активуючи отруйний газ.
Приблизно 2212 року операція «П'ятдесят» увійшла в кризу. Група з одинадцяти бункерів на чолі з Бункером 40 розірвала контакт із Бункером 1 і заглушила сигнал знищення, змусивши Бункер 1 вдатися до їх ліквідації. Слідом за цим у Бункері 18 починається повстання, і зростає занепокоєння, що весь проект приречений на провал. Дональда пробуджують за наказом Турмана, щоб знайти рішення після того, як Віктор, натхненник операції «П'ятдесят», покінчив життя самогубством. Турман і Ерскін розповідають Дональду, що вони очолили змову, яка спровокувала ядерний апокаліпсис, і виправдовують свої дії захистом людства від знищення від нанотехнологій. У той час, коли була задумана операція «П'ятдесят», самовідтворювані наноботи стали звичним явищем у медичній науці, але Ерскін, інженер з наноботів, виявив, що ворожі країни та терористичні групи випустили бойові версії наноботів. Незважаючи на те, що ці шкідливі наноботи були недосконалими, вони вже поширилися по всьому світу та еволюціювали, тому пандемія зростаючої летальності була неминуча. Віктор переконав Турмана й Ерскіна здійснити операцію «П'ятдесят»: знищити людську цивілізацію до того, як це зроблять озброєні наноботи, залишивши мешканців бункерів єдиними живими людьми, тоді як поверхня Землі буде ретельно очищена доброякісними нанороботами. Дональд ненавидить свою участь в операції «П'ятдесят», але він продовжує співпрацювати, оскільки доля людства залежить від успіху бункерів. Він робить висновок, що головною особою повстання Бункера 18 є літня вчителька на ім'я місіс Кроу, яка має імунітет до ліків, що викликають амнезію, тому Бункер 18 перезавантажують, а не знищують.
У 2345 році Джулієт здійснює свою подорож із Бункеру 18 до Бункеру 17. Співробітники Бункеру 1 збираються розбудити Турмана згідно з протоколом, але замість цього помилково пробуджують Дональда через втручання доньки Турмана Анни. Користуючись авторитетом Турмана, Дональд дізнається, що лише одному із усіх 50 бункерів буде дозволено вижити і знов заселити світ, оскільки Турман хоче гарантувати відсутність знань про нанотехнології чи ядерну зброю; в обраний день у 2550 році (E-Day) бункер, якому поталанить, буде вибраний комп'ютерним алгоритмом, який оцінює численні змінні, а інші бункери будуть ліквідовані. Дональд вирішує запобігти цьому, щоб усі бункери вижили.
Розповідь Дональда перемежовується ранніми подіями в Бункерах 17 і 18. У Бункері 18 розпочинається велике повстання, яке було придушене усуненням його ватажка місіс Кроу. Пам'ять молодого революціонера на ім'я Мішн стерли, він став поступливим громадянином і отримав дозвіл створити сім'ю. Є натяк, що Мішн є предком Еллісон, дружини Голстона. У 2312 році повстання в Бункері 17 призвело до того, що Бункер 1 вирішив знищити Бункер 17, залишивши в живих Джиммі Паркера, сина ІТ-відділа бункера; він став одним із небагатьох, хто вижив. Джиммі перейменовує себе на Соло.

### Dust
«Dust» — це третя й остання частина серії, яка представлена одною книгою з такою ж назвою. Ця частина завершує серію, розпочату в «Wool» та «Shift».
Дональд підтримує регулярний зв'язок із Джулієт у Бункері 17 і Лукасом у Бункері 18, але його здоров'я починає швидко погіршуватися. У той час, коли мешканці Бункера 18 починають викопувати тунель до Бункера 17, Турман прокидається з кріогенного сну і повертає контроль над Бункером 1, у результаті чого Дональда б'ють та ув'язнюють. Тунель вдається прорити до Бункера 17 саме тоді, коли Турман помічає, що Бункер 18 вийшов з-під контролю, і наказує його знищити; лише близько 200 мешканців добираються до безпечного місця, перш ніж Бункер 18 заповнюється отруйним газом.
Сестра Дональда Шарлотта, яку Дональд незаконно розбудив з кріогенного сну, і співчутливий офіцер служби безпеки на ім'я Дарсі намагаються звільнити Дональда і разом втекти з Бункеру 1. Дональд на порозі смерті і занадто слабкий, щоб піти. Він переконує Шарлотту та Дарсі піти без нього, а сам планує підірвати заряди, які вбудовані в Бункер 1, щоб інші бункери були звільнені від тиранії Турмана та операції «П'ятдесят». Дарсі жертвує собою, щоб Шарлотта могла безпечно вибратися, а Дональд руйнує Бункер 1.
Тим часом Джулієт виявляє, що всі бункери мають тунельну машину, яка, коли активується, з'єднує їх із місцем, позначеним як «Висів». Машині Бункера 17 не вистачає палива, тому Джулієт і ті, хто вижив, намагаються дійти до «Висіва» по поверхні. Вони виходять зі стіни пилу і розуміють, що світ уже вилікувався. Виявляється, що бункери оповиті штучною завісою токсичного пилу, але за ними є повітря, придатне для дихання, чиста вода та квітуча екосистема. Коли Джулієт і ті, хто вижив, прибувають до «Висіва», вони виявляють, що це розтягнений бункер, повний їжі, матеріалів і насіння рослин, усього, що потрібно для відновлення цивілізації. Група зустрічає Шарлотту, і Джулієт запрошує її приєднатися до них.

## Сприйняття
Рецензент журналу Wired високо оцінив серію, заявивши, що вона «розчищає бруд минулого та розкриває нову правду» стосовно змін у видавничій діяльності.
Декілька досліджень відносять серію до антиутопічного жанру, оскільки Гоуї включає кілька основних рис цього типу літератури, наприклад, тоталітарне правління, повстання головних героїв або планове розділення між людськими територіями та дикою природою.

## Адаптації

### Кіно і телебачення
З моменту першої публікації було зроблено кілька спроб екранізувати книжкову серію «Wool» для кіно або телебачення. Права на зйомку історії були продані в травні 2012 року студії 20th Century Fox, а продюсерами були названі режисер Рідлі Скотт і Стів Зейліан. Цей проект так і не був реалізований через придбання 21st Century Fox компанією Дісней. У липні 2018 року AMC оголосила, що LaToya Morgan адаптує «Wool» для мережі як серіал. Пізніше серіал перенесли на Apple TV+. У травні 2021 року було розіслано прес-релізи про те, що сценаристом серіалу стане Ґрем Йост, режисером стане Мортен Тілдум, а головну роль зіграє Ребекка Фергюсон, яка також стане виконавчим продюсером. Гоуї, Ремі Обушон, Ніна Джек та Інгрід Ескахеда також виступлять в ролі виконавчого продюсера. У серпні 2021 року до акторського складу приєднався Тім Роббінс. Зйомки проходили в Годдесдон, Гартфордшир, з кінця 2021 року до весни 2022 року. Серіал вийшов на Apple TV+ 5 травня 2023 року.

### Адаптація в вигляді коміксу
У липні 2013 року було оголошено, що новий бренд компанії Amazon, Jet City Comics, випустить адаптацію серії в вигляді коміксів. Джиммі Пальміотті та Джастін Грей мали адаптувати історію, а Джиммі Брокстон — створити художнє оформлення. 9 липня 2013 року Гоуї опублікував попередній перегляд обкладинки коміксу у своєму блозі. Графічний роман вийшов у серпні 2014 року.